# 室女座GW
PG 1159-035是PG 1159星的原型，之後就是以PG 1159作為這一類恆星的名稱，這顆恆星是在帕洛馬綠色巡天調查紫外線過量的恆星時發現的天體 ，並且像其它的PG 1159星一樣，是中心正在轉變成為行星狀星雲和白矮星的天體。
在1979年發現PG 1159-035的亮度會變化，並且因而在1985年被歸類為變星，標示為室女座GW。PG 1159型變星可以稱為室女GW型變星 ，或是再分為DOV和PNNV星。PG 1139-035的變化，和其他的室女GW型變星一樣，是由於本身內部的引力波在非徑向方向上的脈動。它的光度曲線在1989年3月曾經被Whole Earth Telescope仔細的觀察超過264小時的時段，和在變化的光譜中發現超過100種週期在300至1,000秒的變光模式 。